# Paola Suárez
Paola Suárez (* 23. Juni 1976 in Pergamino) ist eine ehemalige argentinische Tennisspielerin.

## Karriere
In ihrer Karriere gewann Suárez vier Einzeltitel auf der WTA Tour; sie siegte 1998 und 2001 in Bogotá, 2003 in Wien und 2004 in Canberra. Im Doppel brachte sie es auf 44 Titel, davon acht bei Grand-Slam-Turnieren. Nur in Wimbledon blieb ihr ein Grand-Slam-Titel verwehrt.
Ab 1991 spielte Suárez auf der Profitour. Sie arbeitete sich im Ranking stetig nach oben und erreichte 1996 die Top 100. Im Jahr 2000 war sie die Nummer 37.
Ihre erfolgreichste Zeit im Einzel hatte sie in den Jahren 2003/2004, als sie sich in den Top 20 halten konnte. Ihre höchste Position erreichte sie mit Platz 9 im Juni 2004 nach ihrem besten Abschneiden bei einem Grand-Slam-Turnier; bei den French Open musste sie sich erst im Halbfinale geschlagen geben (0:6, 5:7 gegen Jelena Dementjewa). Dreimal erreichte sie zudem ein Viertelfinale: 2002 in Paris, 2003 in New York und 2004 in Wimbledon.
Nach enttäuschenden Resultaten (Erstrundenniederlage in Roland Garros 2005) und Verletzungen fiel Suárez bis auf Position 238 zurück. Nach ihrem frühen Ausscheiden bei den French Open bestritt sie im Januar 2006 in Auckland erstmals wieder ein Spiel auf der Tour. Sie scheiterte jedoch in der ersten Runde, die folgenden Turniere verliefen ähnlich bescheiden (viele Erstrundenniederlagen), so dass sie in der Weltrangliste bis auf Platz 500 abrutschte.
Ihr größter Erfolg im Jahr 2006 war der Einzug ins Viertelfinale von ’s-Hertogenbosch, wo sie die Top-20-Spielerin Marija Kirilenko besiegte. Während der amerikanischen Hartplatzsaison schlug sie sich recht gut. In San Diego kam sie mit Siegen über Dinara Safina und Kateryna Bondarenko bis ins Achtelfinale und unterlag erst der Top-Ten-Spielerin Patty Schnyder mit 3:6, 6:3, 1:6. In Los Angeles schied sie in Runde zwei aus. Zuletzt fand sie sich auf Position 180 der Weltrangliste wieder.
Weit erfolgreicher war Suárez im Doppel. Von ihren 44 Karrieretitel gewann sie acht bei den Grand-Slam-Turnieren: in Roland Garros (2001, 2002, 2004, 2005), bei den US Open (2002, 2003, 2004) und den Australian Open (2004), alle an der Seite ihrer langjährigen Partnerin Virginia Ruano Pascual. 2002 war Suárez kurzzeitig auch die Nummer 1 im Doppel-Ranking.
Mit Ruano Pascual zusammen bildete sie 2006 die fünftbeste Doppelpaarung der Damenkonkurrenz.
Suárez beendete ihre Karriere am 1. September 2007, nachdem sie im Mixed der US Open mit ihrem Doppelpartner Kevin Ullyett gegen Liezel Huber und Jamie Murray mit 5:7 und 4:6 verloren hatte.
2012 kehrte sie noch einmal auf die Tour zurück, um bei den Olympischen Spielen in London an der Seite ihrer Landsfrau Gisela Dulko in der Doppelkonkurrenz anzutreten. Dort schieden die beiden allerdings bereits in Runde eins aus. Ihr letztes Match auf der Damentour bestritt Suárez im August 2012 beim WTA-Turnier in Cincinnati.

## Turniersiege

### Einzel
| Nr. | Datum            | Turnier  | Kategorie    | Belag     | Finalgegnerin      | Ergebnis       |
| --- | ---------------- | -------- | ------------ | --------- | ------------------ | -------------- |
| 1.  | 22. Februar 1998 | Bogotá   | WTA Tier IV  | Sand      | Sonya Jeyaseelan   | 6:3, 6:4       |
| 2.  | 25. Februar 2001 | Bogotá   | WTA Tier III | Sand      | Rita Kuti Kis      | 6:2, 6:4       |
| 3.  | 14. Juni 2003    | Wien     | WTA Tier III | Sand      | Karolina Šprem     | 7:60, 2:6, 6:4 |
| 4.  | 17. Januar 2004  | Canberra | WTA Tier V   | Hartplatz | Silvia Farina Elia | 3:6, 6:4, 7:65 |

### Doppel
| Nr. | Datum              | Turnier         | Kategorie              | Belag             | Partnerin              | Finalgegnerinnen                         | Ergebnis         |
| --- | ------------------ | --------------- | ---------------------- | ----------------- | ---------------------- | ---------------------------------------- | ---------------- |
| 1.  | 5. Mai 1996        | Bol             | WTA Tier IV            | Sand              | Laura Montalvo         | Alexia Dechaume-Balleret Alexandra Fusai | 6:75, 6:3, 6:4   |
| 2.  | 17. Januar 1998    | Hobart          | WTA Tier IV            | Hartplatz         | Virginia Ruano Pascual | Julie Halard-Decugis Janette Husárová    | 7:66, 6:3        |
| 3.  | 22. Februar 1998   | Bogotá          | WTA Tier IV            | Sand              | Janette Husárová       | Melissa Mazzotta Jekaterina Sysojewa     | 3:6, 6:2, 6:3    |
| 4.  | 26. April 1998     | Budapest        | WTA Tier IV            | Sand              | Virginia Ruano Pascual | Cătălina Cristea Laura Montalvo          | 4:6, 6:1, 6:1    |
| 5.  | 3. Mai 1998        | Bol             | WTA Tier IV            | Sand              | Laura Montalvo         | Joannette Kruger Mirjana Lučić           | kampflos         |
| 6.  | 10. Mai 1998       | Rom             | WTA Tier I             | Sand              | Virginia Ruano Pascual | Amanda Coetzer Arantxa Sánchez Vicario   | 7:61, 6:4        |
| 7.  | 12. Juli 1998      | Maria Lankowitz | WTA Tier IV            | Sand              | Laura Montalvo         | Tina Križan Katarina Srebotnik           | 6:1, 6:2         |
| 8.  | 22. Mai 1999       | Madrid          | WTA Tier III           | Sand              | Virginia Ruano Pascual | Maria Fernanda Landa Marlene Weingärtner | 6:2, 0:6, 6:0    |
| 9.  | 16. Juli 1999      | Sopot           | WTA Tier III           | Sand              | Laura Montalvo         | Gala León García Maria Sánchez Lorenzo   | 6:4, 6:3         |
| 10. | 10. Oktober 1999   | São Paulo       | WTA Tier IVa           | Sand              | Laura Montalvo         | Janette Husárová Florencia Labat         | 6:71, 7:5, 7:5   |
| 11. | 13. Februar 2000   | Bogotá          | WTA Tier IVa           | Sand              | Laura Montalvo         | Rita Kuti Kis Petra Mandula              | 6:4, 6:2         |
| 12. | 20. Februar 2000   | São Paulo       | WTA Tier IVa           | Sand              | Laura Montalvo         | Janette Husárová Florencia Labat         | 5:7, 6:4, 6:3    |
| 13. | 23. April 2000     | Hilton Head     | WTA Tier I             | Sand              | Virginia Ruano Pascual | Conchita Martínez Patricia Tarabini      | 7:5, 6:3         |
| 14. | 16. Juli 2000      | Klagenfurt      | WTA Tier III           | Sand              | Laura Montalvo         | Barbara Schett Patty Schnyder            | 7:65, 6:1        |
| 15. | 23. Juli 2000      | Sopot           | WTA Tier III           | Sand              | Virginia Ruano Pascual | Åsa Carlsson Rita Grande                 | 7:5, 6:1         |
| 16. | 26. Mai 2001       | Madrid          | WTA Tier III           | Sand              | Virginia Ruano Pascual | Lisa Raymond Rennae Stubbs               | 7:5, 2:6, 7:64   |
| 17. | 10. Juni 2001      | French Open     | Grand Slam             | Sand              | Virginia Ruano Pascual | Jelena Dokić Conchita Martínez           | 6:2, 6:1         |
| 18. | 15. Juli 2001      | Wien            | WTA Tier III           | Sand              | Patricia Tarabini      | Vanessa Henke Lenka Němečková            | 6:4, 6:2         |
| 19. | 24. Februar 2002   | Bogotá          | WTA Tier III           | Sand              | Virginia Ruano Pascual | Tina Križan Katarina Srebotnik           | 6:2, 6:1         |
| 20. | 3. März 2002       | Acapulco        | WTA Tier III           | Sand              | Virginia Ruano Pascual | Tina Križan Katarina Srebotnik           | 7:5, 6:1         |
| 21. | 19. Mai 2002       | Rom             | WTA Tier I             | Sand              | Virginia Ruano Pascual | Conchita Martínez Patricia Tarabini      | 6:3, 6:4         |
| 22. | 9. Juni 2002       | French Open     | Grand Slam             | Sand              | Virginia Ruano Pascual | Lisa Raymond Rennae Stubbs               | 6:4, 6:2         |
| 23. | 18. August 2002    | Montreal        | WTA Tier I             | Hartplatz         | Virginia Ruano Pascual | Rika Fujiwara Ai Sugiyama                | 6:4, 7:64        |
| 24. | 8. September 2002  | US Open         | Grand Slam             | Hartplatz         | Virginia Ruano Pascual | Jelena Dementjewa Janette Husárová       | 6:2, 6:1         |
| 25. | 15. September 2002 | Costa do Sauípe | WTA Tier II            | Sand              | Virginia Ruano Pascual | Émilie Loit Rossana de los Ríos          | 6:4, 6:1         |
| 26. | 13. April 2003     | Charleston      | WTA Tier I             | Sand              | Virginia Ruano Pascual | Janette Husárová Conchita Martínez       | 6:0, 6:3         |
| 27. | 11. Mai 2003       | Berlin          | WTA Tier I             | Sand              | Virginia Ruano Pascual | Kim Clijsters Ai Sugiyama                | 6:3, 4:6, 6:4    |
| 28. | 23. August 2003    | New Haven       | WTA Tier II            | Hartplatz         | Virginia Ruano Pascual | Alicia Molik Magüi Serna                 | 7:66, 6:3        |
| 29. | 7. September 2003  | US Open         | Grand Slam             | Hartplatz         | Virginia Ruano Pascual | Swetlana Kusnezowa Martina Navratilova   | 6:2, 6:3         |
| 30. | 10. November 2003  | Los Angeles     | WTA Tour Championships | Hartplatz         | Virginia Ruano Pascual | Kim Clijsters Ai Sugiyama                | 6:4, 3:6, 6:3    |
| 31. | 1. Februar 2004    | Australian Open | Grand Slam             | Hartplatz         | Virginia Ruano Pascual | Swetlana Kusnezowa Jelena Lichowzewa     | 6:4, 6:3         |
| 32. | 21. März 2004      | Indian Wells    | WTA Tier III           | Hartplatz         | Virginia Ruano Pascual | Swetlana Kusnezowa Jelena Lichowzewa     | 6:1, 6:2         |
| 33. | 18. April 2004     | Charleston      | WTA Tier I             | Sand              | Virginia Ruano Pascual | Martina Navratilova Lisa Raymond         | 6:4, 6:1         |
| 34. | 3. Juni 2004       | French Open     | Grand Slam             | Sand              | Virginia Ruano Pascual | Swetlana Kusnezowa Jelena Lichowzewa     | 6:0, 6:3         |
| 35. | 11. September 2004 | US Open         | Grand Slam             | Hartplatz         | Virginia Ruano Pascual | Swetlana Kusnezowa Jelena Lichowzewa     | 6:4, 7:5         |
| 36. | 31. Oktober 2004   | Luxemburg       | WTA Tier III           | Hartplatz (Halle) | Virginia Ruano Pascual | Jill Craybas Marlene Weingärtner         | 6:1, 6:71, 6:3   |
| 37. | 5. März 2005       | Dubai           | WTA Tier II            | Hartplatz         | Virginia Ruano Pascual | Swetlana Kusnezowa Alicia Molik          | 6:77, 6:2, 6:1   |
| 38. | 19. März 2005      | Indian Wells    | WTA Tier I             | Hartplatz         | Virginia Ruano Pascual | Nadja Petrowa Meghann Shaughnessy        | 7:63, 6:1        |
| 39. | 4. Juni 2005       | French Open     | Grand Slam             | Sand              | Virginia Ruano Pascual | Cara Black Liezel Huber                  | 4:6, 6:3, 6:3    |
| 40. | 13. August 2006    | Los Angeles     | WTA Tier II            | Hartplatz         | Virginia Ruano Pascual | Daniela Hantuchová Ai Sugiyama           | 6:3, 6:4         |
| 41. | 24. September 2006 | Peking          | WTA Tier II            | Hartplatz         | Virginia Ruano Pascual | Anna Tschakwetadse Jelena Wesnina        | 6:2, 6:4         |
| 42. | 1. Oktober 2006    | Seoul           | WTA Tier IV            | Hartplatz         | Virginia Ruano Pascual | Chuang Chia-jung Mariana Díaz-Oliva      | 6:2, 6:3         |
| 43. | 6. Januar 2007     | Auckland        | WTA Tier IV            | Hartplatz         | Janette Husárová       | Hsieh Su-wei Shikha Uberoi               | 6:0, 6.2         |
| 44. | 25. Februar 2007   | Bogotá          | WTA Tier III           | Sand              | Lourdes Domínguez Lino | Flavia Pennetta Roberta Vinci            | 1:6, 6:3, [11:9] |

## Turnierbilanz

### Doppel
Die Tabelle listet die Ergebnisse der Grand-Slam-Turniere, der Tour Championships, der Olympischen Spiele, des Fed Cups bzw Billie Jean King Cups und der Turniere folgender Kategorien auf: 1990–2008: Tier I, 2009–2020: Premier Mandatory und Premier 5, ab 2021: WTA 1000.
| Turnier            | 1995 | 1996 | 1997 | 1998 | 1999 | 2000 | 2001 | 2002 | 2003 | 2004 | 2005 | 2006 | 2007 | 2008 | 2009 | 2010 | 2011 | 2012 | Karriere |
| ------------------ | ---- | ---- | ---- | ---- | ---- | ---- | ---- | ---- | ---- | ---- | ---- | ---- | ---- | ---- | ---- | ---- | ---- | ---- | -------- |
| Australian Open    | —    | —    | VF   | 2    | 2    | 2    | VF   | AF   | F    | S    | —    | VF   | 1    | —    | —    | —    | —    | —    | 1 × S    |
| French Open        | —    | 1    | 1    | 2    | 2    | F    | S    | S    | F    | F    | S    | 2    | 1    | —    | —    | —    | —    | 2    | 3 × S    |
| Wimbledon          | —    | 1    | 1    | 2    | AF   | VF   | HF   | F    | F    | HF   | —    | F    | 1    | —    | —    | —    | —    | 1    | 3 × F    |
| US Open            | —    | 1    | 2    | HF   | 2    | 1    | AF   | S    | S    | S    | —    | VF   | 1    | —    | —    | —    | —    | —    | 3 × S    |
| Tour Championships | —    | —    | —    | —    | —    | VF   | HF   | VF   | S    | HF   | —    | —    | —    | —    | —    | —    | —    | —    | 1 × S    |
| Doha               |      |      |      |      |      |      |      |      |      |      |      |      |      | —    |      |      |      | —    | —        |
| Dubai              |      |      |      |      |      |      |      |      |      |      |      |      |      |      | —    | —    | —    |      | —        |
| Indian Wells       |      |      | AF   | —    | —    | AF   | F    | HF   | HF   | S    | S    | —    | VF   | —    | —    | —    | —    | VF   | 2 × S    |
| Miami              | —    | 2    | 1    | 2    | 2    | AF   | —    | F    | VF   | VF   | HF   | —    | 1    | —    | —    | —    | —    | HF   | 1 × F    |
| Hilton Head Island | —    | —    | 1    | AF   | AF   | S    |      |      |      |      |      |      |      |      |      |      |      |      | 1 × S    |
| Charleston         |      |      |      |      |      |      | F    | AF   | S    | S    | —    | —    | —    | —    |      |      |      |      | 2 × S    |
| Rom                | —    | AF   | VF   | S    | VF   | —    | F    | S    | VF   | F    | AF   | 1    | —    | —    | —    | —    | —    | AF   | 2 × S    |
| Madrid             |      |      |      |      |      |      |      |      |      |      |      |      |      |      | —    | —    | —    | VF   | 1 × VF   |
| Berlin             | —    | —    | 1    | —    | —    | VF   | VF   | HF   | S    | HF   | —    | —    | —    | —    |      |      |      |      | 1 × S    |
| San Diego          |      |      |      |      |      |      |      |      |      | F    | —    | VF   | —    |      |      |      |      |      | 1 × F    |
| Cincinnati         |      |      |      |      |      |      |      |      |      |      |      |      |      |      | —    | —    | —    | AF   | 1 × AF   |
| Kanada             | 1    | —    | —    | —    | —    | AF   | —    | S    | AF   | HF   | —    | 1    | —    | —    | —    | —    | —    | —    | 1 × S    |
| Tokio              | —    | —    | —    | —    | —    | —    | —    | —    | —    | —    | —    | —    | —    | —    | —    | —    | —    | —    | —        |
| München            |      |      |      | —    | —    |      |      |      |      |      |      |      |      |      |      |      |      |      | —        |
| Zürich             | —    | —    | —    | —    | —    | —    | —    | 1    | F    | F    | —    | 1    | —    |      |      |      |      |      | 2 × F    |
| Philadelphia       | —    |      |      |      |      |      |      |      |      |      |      |      |      |      |      |      |      |      | —        |
| Peking             |      |      |      |      |      |      |      |      |      |      |      |      |      |      | —    | —    | —    | —    | —        |
| Moskau             |      |      | —    | —    | —    | —    | —    | HF   | —    | F    | —    | —    | —    | —    |      |      |      |      | 1 × F    |
| Olympische Spiele  |      | —    |      |      |      | AF   |      |      |      | B    |      |      |      | —    |      |      |      | 1    | 1 × B    |
| Fed Cup            |      | 1    |      |      |      |      |      |      |      |      |      |      |      |      |      |      |      |      | 1 × 1R   |

Zeichenerklärung: S = Turniersieg; F, HF, VF, AF = Einzug ins Finale, Halb-, Viertel-, Achtelfinale; 1, 2, 3 = Ausscheiden in der 1., 2., 3. Haupt- / Finalrunde; Q1, Q2, Q3 = Ausscheiden in der 1., 2. 3. Qualifikationsrunde; KF (kleines Finale) = unterlegen im Spiel um Platz drei; RR = Round Robin (Gruppenphase); nicht ausgetragen oder andere Kategorie; PO (Playoff), P2 = Auf-/Abstiegsrunde zur Weltgruppe I/II im Fed Cup; W2, K1, K2, K3 = Teilnahme in der Weltgruppe II, Kontinentalgruppe I, II, III im Fed Cup.